# Miamiville
Miamiville ist ein Census-designated place (CDP) auf gemeindefreiem Gebiet im westlichen Miami Township, Clermont County, Ohio, Vereinigte Staaten. Obgleich es gemeindefrei ist, hat es eine Post mit der Postleitzahl 45147. 

## Geographie
Miamiville liegt am Little Miami River zwischen der Stadt Milford im Südwesten des Townships und dem Census-designated place Mulberry im Zentrum. Weiter im Norden befindet sich ein Teil von Loveland, ebenfalls im Miami Township. Miamiville gehört zum Großraum der Stadt Cincinnati.
Anstatt der Bahnstrecke, die früher Milford und Xenia verband, verläuft heute ein Radwanderweg durch Miamiville. Diese Strecke heißt offiziell Little Miami State Park, auch Little Miami Scenic Park wegen der Kombination von State Park und National Wild and Scenic River. Der Radweg wird Little Miami Bike Trail oder Little Miami Scenic Trail genannt. Der Radweg verläuft größtenteils entlang des Ufers des Little Miami Rivers, der bei Miamiville eine s-förmige Schlinge macht. Hier ermöglicht eine Holzbrücke die Überquerung des Flusses. Kommt man von Norden auf der linken Seite des Flusses in Richtung Milford durch Miamiville, so erreicht man über diese Brücke das Camp Dennison, das während des Sezessionskriegs eine wichtige Rolle als Musterungs- und Ausbildungslager für die Truppen der Nordstaaten war. Hier ist ein Museumsraum eingerichtet.
In Miamiville hat Hill Top Research, eine klinische Forschungsfirma, ihr Hauptquartier. Diese Firma führt medizinische, pharmazeutische und mikrobiologische Studien und Forschungen durch.